# جلان مكوي
جلان مكوي (بالإنجليزية: Glen McCoy)‏ هو كاتب سيناريو وشخصية أعمال بريطاني، ولد في 10 أبريل 1954.

## وصلات خارجية
- جلان مكوي على موقع IMDb (الإنجليزية)
- جلان مكوي على موقع ميوزك برينز (الإنجليزية)
- جلان مكوي على موقع قاعدة بيانات الفيلم (الإنجليزية)
- جلان مكوي على موقع كينوبويسك (الروسية)